# Awake: The Best of Live
Awake: The Best of Live è un album di raccolta del gruppo musicale statunitense Live, pubblicato nel 2004.

## Tracce
1. Operation Spirit (The Tyranny of Tradition) – 3:18
2. Pain Lies on the Riverside (new edit) – 4:32
3. The Beauty of Gray – 4:12
4. Selling the Drama – 3:25
5. I Alone (new edit) – 3:40
6. Lightning Crashes – 5:24
7. All Over You – 3:57
8. Pillar of Davidson (new edit) – 4:23
9. We Deal in Dreams – 3:55
10. Lakini's Juice (new edit) – 4:49
11. Turn My Head – 3:55
12. The Dolphin's Cry (new edit) – 4:19
13. Run to the Water – 4:26
14. Dance with You – 4:36
15. Overcome – 4:15
16. Nobody Knows – 4:27
17. Heaven – 3:46
18. Run Away (con Shelby Lynne) – 3:27
19. I Walk the Line (Johnny Cash cover) – 3:03